# Kanton Charleville-Mézières-3
Kanton Charleville-Mézières-3 (fr. Canton de Charleville-Mézières-3) je francouzský kanton v departementu Ardensko v regionu Champagne-Ardenne. Tvoří ho obec Montcy-Notre-Dame a část města Charleville-Mézières. Zřízen byl v roce 2015.